# ۲۷ محرم
۲۷ محرم، بیست و هفتمین روز از ماه محرم در تقویم هجری قمری است.
در تقویم هجری قمری قراردادی این روز بیست و هفتمین روز سال است.